# Santia milleri
Santia milleri is een pissebed uit de familie Santiidae. De wetenschappelijke naam van de soort is voor het eerst geldig gepubliceerd in 1968 door Robert J. Menzies & Peter W. Glynn.